# Miquel Vendrell i Vendrell
Miquel Vendrell i Vendrell, és un empresari català que va ser alcalde de Subirats.
Va ser militant de Convergència Democràtica de Catalunya, va entrar a l'Ajuntament de Subirats el 1990 com a regidor, al 1995 va ser elegit Alcalde de Subirats a través de les eleccions municipals del mateix any. L'any 1999 Antoni Soler va esdevenir alcalde, però una moció de censura l'any 2000 li va tornar l'alcaldia a Miquel Vendrell, que seria alcalde fins les eleccions municipals de 2003.